# Бернхард Риман
Георг Фридрих Бернхард Риман (1826 – 1866; на немски: Georg Friedrich Bernhard Riemann) е известен немски математик.
Има голям принос в областта на математическия анализ и диференциалната геометрия, като в известен смисъл полага основите на Общата теория на относителността.

## Биография
Неговият баща Фридрих Бернхард Риман бил лутерански свещеник. Бернхард бил 2-рото от общо 6 деца – 2 момчета и 4 момичета. До неговата 10-а година го обучава баща му, на когото помага и начален учител от местното училище. През 1840 г. Риман влиза направо в 3 клас на лицея в Хановер. Докато учил там, живее при баба си, но през 1842 г. тя умира и той се премества в гимназия в Люнебург. Макар да е добър ученик, Риман не блести с нищо особено. Показва интерес към математиката и директорът на гимназията му позволява да чете математически книги от своята собствена библиотека.
През пролетта на 1846 г. Риман се записва в Гьотингенския университет. Неговият баща го окуражава да влезе в Теологическия факултет. След като посещава няколко лекции по математика, той пита баща си дали не може да се прехвърли във Факултета по филофосия, за да може да учи математика. Риман в голяма степен се съобразява с желанията на семейството си и не предприема важни стъпки без разрешението на баща си. Когато той му позволява, Риман започва да посещава курсовете по математика на Мориц Стерн и Карл Фридрих Гаус. Гаус и Стерн скоро откриват гения на Риман.
През пролетта на 1847 г. Риман се мести от Гьотинген в Берлинския университет, където преподаватели са му Петер Густав Льожон Дирихле, Карл Якоби, Якоб Щайнер. Това време е много ползотворно за него. Най-важният човек, повлиял на Риман по онова време обаче, без съмнение е Дирихле. През този си период Риман започва работа върху свой основен труд – „Теория на комплексните променливи“.
През 1849 г. Риман се връща в Гьотинген и неговата дисертация под ръководството на Гаус е публикувана през 1851 г. Но Гаус не е единственият, който му оказва влияние. По онова време Вилхелм Едуард Вебер идва в Гьотинген от Лайпциг и Риман му става асистент за 18 месеца.

## Приноси
- В дисертацията си (1851) Риман разглежда аналитичните функции от геометрична точка. Въвежда понятието Риманова повърхност.
- В лекцията си „За хипотезите, лежащи в основата на геометрията“ (1854) г. Риман разглежда проблема как да се дефинира п-измерно пространство и полага основите на диференциалната геометрия.
- В работата си по теориите на числата Риман изследва свойствата на дзета-функцията и показва връзката ѝ с разпределението на простите числа.
- След Коши Риман разглежда понятието интеграл и въвежда свое определение – интеграл на Риман.

## Свързани термини
- Риманова геометрия
- Риманова повърхност
- Риманов интеграл
- Дзета-функция на Риман
- Хипотеза на Риман